# كلارك أشتون سميث
كلارك أشتون سميث (بالإنجليزية: Clark Ashton Smith)‏ (13 يناير 1893، أوبورن في الولايات المتحدة - 14 أغسطس 1961، باسيفيك غروف في الولايات المتحدة)؛ شاعر، رسام، كاتب وروائي أمريكي.

## روابط خارجية
- كلارك أشتون سميث على موقع IMDb (الإنجليزية)
- كلارك أشتون سميث على موقع ميوزك برينز (الإنجليزية)
- كلارك أشتون سميث على موقع إن إن دي بي (الإنجليزية)
- كلارك أشتون سميث على موقع ديسكوغز (الإنجليزية)